# Benjamin Spock
Benjamin Spock   (New Haven, 2 de maig de 1903 - La Jolla, 15 de març de 1998) fou un pediatre nord-americà. El seu llibre The common sense book of baby and child care (també conegut com Baby and child care), publicat l'any 1946, és un dels més grans best-sellers de tots els temps.
El missatge, revolucionari, que va enviar a totes les mares va ser "vostè sap més coses de les que creu". Spock va ser el primer pediatre que va estudiar el psicoanàlisi per tractar de comprendre les necessitats dels infants i les dinàmiques familiars. Les seves idees sobre la cura infantil van permetre a diverses generacions de mares i pares ser més flexibles i afectuosos amb els seus fills i tractar-los en la seva individualitat, en un context en què la saviesa tradicional propugnava l'ús de la disciplina indicant, per exemple, que els infants no han de ser acaronats, alçant-los quan ploren.
Spock va ser, a més, medalla d'or de rem en els Jocs Olímpics de París 1924.

## Biografia
Spock va néixer l'any 1903 a New Haven, Connecticut, fill de Benjamin Ives Spock i Mildred Louise (Stoughton) Spock. Els seus pares el van animar a tenir cura dels seus cinc germans.
Es va graduar a la Universitat Yale, on va ser membre de les fraternitats Scroll and key i Zeta Psi i participava a l'equi de rem de la universitat. Com a membre d'una tripulació de vuit remers, va guanyar una medalla d'or en els Jocs Olímpics de París 1924.
A la Universitat Yale va assistir a l'Escola de Medecina durant dos anys, abans de matricular-se al Col·legi de Metges i Cirurgians de la Universitat de Colúmbia, a Nova York, on es va graduar l'any 1929 amb les millors qualificacions de la seva promoció. Va fer una residència en el Weill Medical College de la Universitat de Cornell a Manhattan i després, en psiquiatria, a la clínica Payne Whitney. Va ser en aquells temps quan es va casar amb Jane Cheney.
Durant la segona guerra mundial va prestar serveis com a psiquiatre en el cos mèdic de la reserva de l'armada nord-americana, llicenciant-se amb el rang de tinent comandant. Després va estar treballant com a professor a l'Escola de Medicina de la Universitat de Minnesota, a la Universitat de Pittsburgh i a la Universitat Case Western Reserve.
El seu llibre The common sense book of baby and child care va tenir molt d'èxit, amb més de cinquanta milions d'exemplars venuts i traduït a més de 40 idiomes.
Spock va ser un navegant tota la seva vida: tenia un vaixell, el Carapace, a les Illes Verges Britàniques, a prop de Tórtola, en el qual va viure durant molts anys i on sovintejava el Peter Island Yacht Club. Era propietari d'una casa d'estueig a Maine i d'un apartament a l'Avinguda Madison de Manhattan.
L'any 1976 Spock es va casar per segona vegada amb Mary Morgan, qui es va adaptar ràpidament a la vida activista d'Spock i va ser detinguda diverses vegades per desobediència civil. Es van construir una casa a prop de Rogers, Arkansas, i va introduir al seu marit en el ioga i l'dieta macrobiótica. L'any 1976 el va ajudar a revisar el seu llibre, incorporant-hi el llenguatge no sexista.
Spock va morir a la seva casa de La Jolla, Califòrnia, l'any 1998, víctima d'un càncer.

## Llibres
L'any 1946, Spock va publicar el seu llibre The common sense book of baby and child care, que es va convertir en un best-seller. L'any 1998 se n'havien venut més de 50 milions d'exemplars i havia estat traduït a més de 40 idiomes. Posteriorment va escriure altres llibres sobre maternitat i paternitat.
Spock recolzava idees sobre la paternitat que, en la seva època, eren poc ortodoxes. Amb el temps, els seus llibres van contribuir a modificar els conceptes socials sobre aquest tema, així com l'opinió dels qui se'n consideraven experts. Per exemple, els experts solien suggerir que els nadons necessitaven aprendre a dormir en un horari regular i que alçar-los quan ploraven només els ensenyava a plorar més i a no dormir a les nits, noció derivada del conductisme. També aconsellaven alimentar-los en un horari preestablert, i que acaronar-los o abraçar-los no els preparava per ser forts i independents en un món sever. Spock, en canvi, va aconsellar als pares veure als seus fills en la seva individualitat i no aplicar-los una única filosofia preconcebuda.
A finals dels anys seixanta, però, l'oposició d'Spock a la guerra del Vietnam va perjudicar la seva reputació i l'edició del 1968 del seu llibre va vendre la meitat d'exemplars que l'edició anterior. Més tard Spock va escriure un llibre titulat Dr. Spock on Vietnam i va co-escriure, juntament amb la seva parella Mary Morgan Spock, una autobiografia titulada Spock on Spock en el qual va establir la seva filosofia envers l'envelliment: retardar i negar.
En la setena edició de The common sense book of baby and child care, publicada poques setmanes després de la seva mort, Spock defensava un canvi en les dietes dels infants, recomanant que tots els nens passessin a una dieta vegana després dels dos anys. Havia assumit una dieta vegetariana cap el 1991, després que una sèrie de malalties l'afeblissin fins al punt de no poder caminar sens ajuda. Després de fer el canvi de dieta es va aprimar molt, va recuperar la capacitat per caminar i, en general, va millorar la seva salut. L'edició revisada afirmava que els infants amb una dieta totalment vegana reduïen el risc de desenvolupar malalties del cor, obesitat, hipertensió arterial, diabetis i certs càncers relacionats amb la dieta.
Alguns estudis suggereixen que els infants vegetarians no pateixen obesitat i que, un cop adults, tenen menys risc de patir aquestes malalties. Diversos experts, però, van criticar l'aproximació d'Spock a la nutrició infantil. Fins i tot el Dr. Steven J. Parker, que figura com a coautor del llibre, el va considerar massa extrem i susceptible de provocar deficiències nutricionals, tret que la dieta es planifiqui amb molta cura, cosa difícil pels pares que treballen.

### Llibres publicats
- The common sense book of baby and child care (1946)
- A Baby's First Year (1954)
- Feeding Your Baby and Child (1955)
- Dr. Spock Talks With Mothers (1961)
- Problems of Parents (1962)
- Caring for Your Disabled Child (1965)
- Dr. Spock on Vietnam (1968)
- Decent and Indecent (1970)
- A Teenager's Guide to Life and Love (1970)
- Raising Children in a Difficult Time (1974)
- Spock on Parenting (1988)
- Spock on Spock: a Memoir of Growing Up With the Century (1989)
- A better world for our children : rebuilding american family values (1994)
- Dr. Spock's the School Years: The Emotional and Social Development of Children (2001)

## Ideari

### Síndrome de mort sobtada infantil
Spock va aconsellar que no es col·loqués als nadons d'esquena per dormir, argumentant en l'edició de 1958 del seu llibre que "si el nen vomita, hi ha la possibilitat que s'asfixiï". Aquest consell va causar molta influència en els serveis de salut fins a la dècada dels anys 90. Estudis empírics posteriors, però, van demostrar que el risc de síndrome de mort sobtada del lactant (SIDS en les seves sigles en anglès) augmenta significativament quan el nadó dorm sobre el seu abdomen. Els partidaris de la medicina basada en l'evidència han utilitzat aquests qüestió com a exemple per demostrar la importància que tenen els consells mèdics basats en evidència estadística. Defensaven que aproximadament unes 50.000 morts sobtades a Europa, Austràlia i Estats Units es podrien haver previngut si s'hagués corregit aquest consell cap al 1970, any en què ja es disposaven d'evidències suficients.

### Circumcisió masculina
A la dècada de 1940, Spock era partidari de la circumcisió masculina aplicada pocs dies després de néixer. Tanmateix, en la revisió de 1976 del llibre Baby and Child Care, va coincidir amb el parer d'un grup de treball de l'Acadèmia Americana de Pediatria que opinava que no hi havia cap motiu mèdic per recomanar la circumcisió. En un article publicat a la revista Redbook l'any 1989 afirmava que "la circumcisió masculina és traumàtica, dolorosa i de valor qüestionable ". Va rebre el Primer Premi als Drets Humans del Simposi Internacional de Circumcisió (ISC) l'any 1991 i va ser citat dient "La meva preferència, si tingués la sort de tenir un altre fill, seria deixar en pau el seu petit penis".

### Activisme social i polític
L'any 1962 es va unir a Peace Action (també conegut Committee for a Sane Nuclear Policy SANE), de la qual va ser activista per posar fi a la guerra del Vietnam. El 1964 ell i quatre militants més, entre els que s'hi trobava William Sloane Coffin, van ser processats pel fiscal general Ramsey Clark per càrrecs de conspiració i oposició a l'estratègia nacional. Spock i tres militants varen ser condemnats a dos anys de presó, tot i que mai havien estat junts en una mateixa habitació. La condemna no es va aplicar mai, va ser apel·lada i, l'any 1969, un tribunal federal la va revocar.
El 1967 va ser nominat com a candidat a vicepresident acompanyant a Martin Luther King en la Conferència per a les Noves Polítiques celebrada el dia del treball a Chicago. Segons escriu William F. Pepper al llibre Orders to kill, la conferència va ser dissolta per agents provocadors de govern.
El 1968 Spock va signar el manifest per la "Protesta fiscal per la guerra dels escriptors i editors", comprometent-se a no pagar impostos en rebuig per la guerra del Vietnam, i més tard es va convertir en patrocinador del projecte, que defensava resistència fiscal com a forma de protesta contra la guerra. També va ser arrestat per la seva participació en les protestes contra la guerra resultants de la signatura del manifest "Una crida a resistir l'autoritat il·legítima", difós pels membres del col·lectiu intel·lectual radical RESIST. Els activistes arrestats durant aquest incident van ser coneguts com els Boston Five.
El 1968 l'Associació Humanista Americana va nomenar a Spock Humanista de l'Any. El 15 d'octubre de 1969, Spock va ser un dels oradors destacats a la marxa per la Moratòria per posar fi a la guerra al Vietnam.
El 1970 era un membre actiu del People's Party dels Estats Units, exercint de copresident honorari amb Gore Vidal. A les eleccions presidencials dels Estats Units del 1972 Spock era el candidat del Partit Popular amb un programa que proposava l'atenció mèdica gratuïta; la derogació de les lleis de "crims sense víctimes", inclosa la legalització de l'avortament, l'homosexualitat i el cànnabis; una renda mínima garantida per a les famílies i posar fi a l'intervencionisme militar nord-americà i la retirada immediata de totes les tropes nord-americanes de països estrangers. Als anys setanta i vuitanta, Spock oferia conferències pel desarmament nuclear i contra les retallades en els ajuts socials.
El 1972 Spock, Julius Hobson (candidat a la vicepresidència), Linda Jenness (candidata a la presidència del Partit Socialista dels Treballadors) i Andrew Pulley (candidat a la vicepresidència del Partit Socialista dels Treballadors), van adreçar-se al comandant de Fort Dix, el General Major Bert A. David, per demanar l'autorització per distribuir informació sobre campanyes i celebrar-hi un míting electoral. El General Major de Fort Dix va denegar l'autorització i els seus impulsors van denunciar el cas que, finalment, es va resoldre al Tribunal Suprem dels Estats Units que es va pronunciar contra els demandants.

#### Reacció conservadora
Norman Vincent Peale fou un predicador que donava suport a la guerra del Vietnam. A finals dels anys seixanta, Peale va criticar el moviment contra la guerra del Vietnam i la laxitud percebuda en aquella època. En va culpar els llibres del Benjamin Spock: "Els Estats Units estan pagant el preu de dues generacions que han seguit el pla del Dr. Spock de gratificar instantàniament els infants."
Durant els anys seixanta i setanta, es va culpar a Spock de la confusió dels joves, molts dels pares dels quals havien estat devots del llibre The common sense book of baby and child care. El vicepresident dels Estats Units Spiro Agnew també va culpar a Spock de "permissivitat". Aquestes acusacions van ser acceptades amb entusiasme pels conservadors, que desaprovaven els joves rebels d'aquella època, referint-se a ells com la "generació Spock".

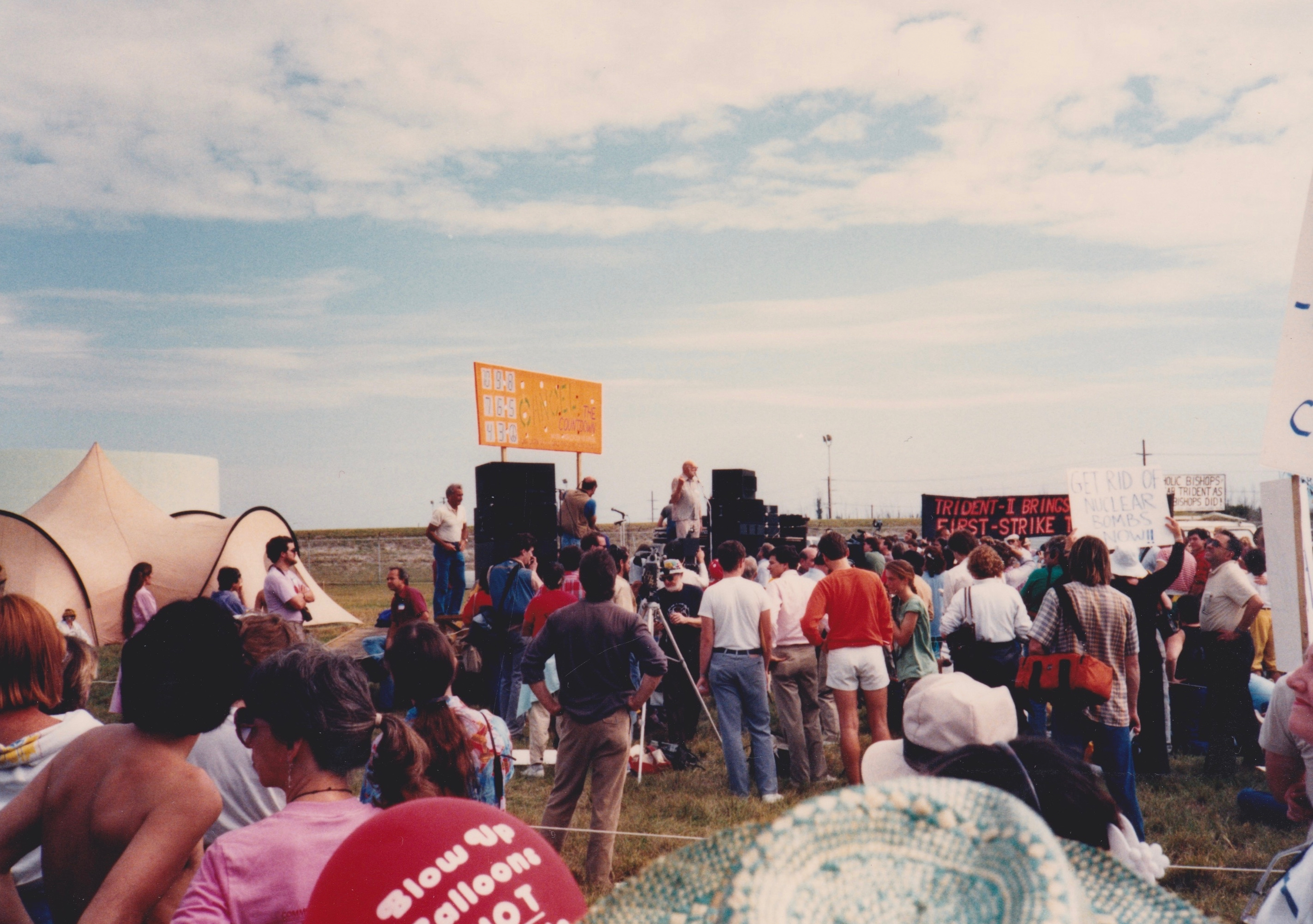
1987. Protesta contra el míssil Trident II, Cap Canaveral, Florida

Els partidaris d'Spock van respondre que aquestes crítiques demostraven el desconeixement del que ell havia escrit i que amagaven una reacció contra el seu activisme polític. El mateix Spock, en la seva autobiografia, va assenyalar que mai no havia defensat la permissivitat. També, que els atacs i les afirmacions segons les quals havia arruïnat la joventut nord-americana, només van sorgir després de la seva oposició pública a la guerra del Vietnam. Es referia a aquestes afirmacions com atacs ad hominem, la motivació i la naturalesa política de les quals eren clares.

Spock va abordar aquestes acusacions en el primer capítol del llibre publicat el 1994 Rebuilding American Family Values: A Better World for Our Children:
L'etiqueta de permissivitat: Un parell de setmanes després de la denúncia per conspiració legal i resistència a les operacions militars, vaig ser acusat pel reverend Norman Vincent Peale, un conegut clergue i escriptor de Nova York que va donar suport a la guerra del Vietnam, de corrompre tota una generació. En un sermó àmpliament difós per la premsa, el reverend Peale em va culpar per la pèrdua de patriotisme, de responsabilitat i de disciplina dels joves que s'oposen a la guerra.
Totes aquestes deficiències, va dir, es deuen al meu suggeriment als pares de gratificar a l'instant els nadons. Vaig ser culpat en dotzenes d'editorials i columnes de diaris essencialment conservadors al llarg de tot el país, i que compartien les acusacions de Peale.
Molts pares m'han detingut al carrer o a l'aeroport per agrair-me l'ajut per criar bonics infants i sovint afegien que no havien vist cap referència a la gratificació instantània en el llibre. Els vaig contestar que tenen raó ... sempre he advertit als pares sobre mantenir la fermesa i un clar lideratge, i que a canvi demanin cooperació i educació. D'altra banda també he rebut cartes de mares conservadores dient, en efecte, que gràcies a Déu mai havien utilitzat el meu horrible llibre i que els seus fills es banyaven, vestien roba neta i obtenien bones qualificacions a l'escola.

Atès que he rebut les primeres acusacions vint-anys després que el llibre fos publicat en la seva primera edició i tenint en compte que els que escriuen com de perjudicial és el meu llibre asseguren no haver-ho fet servir mai, penso que està clar que es tracta d'hostilitat cap a les meves conviccions polítiques, més que cap als meus consells en pediatria. I encara que he negat les acusacions durant vint anys, una de les primeres preguntes que em fan els periodistes a les entrevistes és: Doctor Spock, encara segueix sent permissiu?. Un no es pot lluitar d'una falsa acusació.
Al juny de 1992, Spock va dir al periodista de l'Associated Press, David Beard, que hi havia un vincle entre pediatria i activisme polític:
La gent diu: "Heu donat l'esquena a la pediatria". Jo dic: "No. Fins als 60 anys no em vaig adonar que la política formava part de la pediatria".
Els conservadors també critiquen a Spock per estar interessat en les idees de Sigmund Freud i John Dewey i els seus esforços per incorporar les seves idees a la població general. Spock va escriure:
John Dewey i Freud van dir que els nens no han de ser disciplinats fins a l'edat adulta, sinó que poden dirigir-se cap a l'edat adulta seguint la seva pròpia voluntat. 